# Barış Başdaş
Barış Başdaş (Köln, 1990. január 17. –) török labdarúgó, 2009 óta a Süper Lig-ben szereplő Gençlerbirliği középhátvédje. Korábban utánpótlás-válogatott volt.

## Pályafutása
Başdaş karrierjét szülővárosa csapatában, az 1. FC Kölnben kezdte. A klub utánpótláscsapataiban játszott, mielőtt 2006-ban az Alemannia Aachen szerződtette. Başdaş egy szezont játszott az U17-es csapatban, mielőtt felkerült volna az U19-esbe. 2009-ben igazolt a Kasımpaşához.

## Statisztikák

### Klubcsapatokban
| Csapat                    | Csapat    | Bajnokság | Bajnokság | Bajnokság | Kupa  | Kupa | Nemzetközi | Nemzetközi | Nemzetközi | Összesen | Összesen |
| Szezon                    | Klub      | Liga      | Meccs     | Gól       | Meccs | Gól  | Kontinens  | Meccs      | Gól        | Meccs    | Gól      |
| ------------------------- | --------- | --------- | --------- | --------- | ----- | ---- | ---------- | ---------- | ---------- | -------- | -------- |
| 2009–10                   | Kasımpaşa | Süper Lig | 21        | 0         | 2     | 0    | Európa     | -          | -          | 23       | 0        |
| 2010–11                   | Kasımpaşa | Süper Lig | 10        | 0         | 1     | 0    | Európa     | -          | -          | 11       | 0        |
| Összesen                  | Összesen  | -         | 31        | 0         | 3     | 0    | -          | -          | -          | 34       | 0        |
| 2010. december 3. szerint |           |           |           |           |       |      |            |            |            |          |          |

### Válogatottban
| 1.                        | 2008     | Törökország U18 | 020  | 0   |
| 3.                        | 2009-    | Törökország U21 | 0120 | 010 |
| Összesen                  | Összesen | Összesen        | 0140 | 010 |
| 2010. december 3. szerint |          |                 |      |     |

## Fordítás
Ez a szócikk részben vagy egészben  a   Barış Başdaş című angol Wikipédia-szócikk ezen változatának fordításán alapul.  Az eredeti cikk szerkesztőit annak laptörténete sorolja fel. Ez a jelzés csupán a megfogalmazás eredetét és a szerzői jogokat jelzi, nem szolgál a cikkben szereplő információk forrásmegjelöléseként.